# Sing When You're Winning
Sing When You're Winning er den tredje britiske soloalbum (fjerde samlet) af den engelske popsanger Robbie Williams, udgivet i 2000.
Efter sit foregående album, I've Been Expecting You fra 1998, og under den følgende turné i 1999 begyndte Robbie Williams at arbejde med, hvad der skulle blive hans tredje studiealbum. Navnet på albummet er en reference til en berømt fodboldsang af samme navn (Williams er fan af Port Vale F.C.). Albummet dækker funktioner Williams fejrer vinde et trofæ på Chelseas stadion, Stamford Bridge. Den originale cd-udgivelse er ikke funktionen Williams 'navn eller albummets titel på forsiden, heller ikke det træk et spor notering på bagsiden. Dette blev ændret for fremtidige udgivelser.
Albummet blev certificeret som 8x Platin i England.

## Charts
Da albummet, Sing When You're Winning blev udgivet den 28. august 2000, blev den straks et hit i England , toppede hitlisterne og er certificeret 2x Platinum på sin første uge efter udgivelsen. Albummet toppede hitlisterne i New Zealand, Irland og Tyskland, og sikrede top ti placeringer i Argentina, Østrig, Australien, Finland, Mexico, Sverige, Schweiz. Albumbilledet er af fotografen Paul M. Smith, sammen med Robbies komplette fodbold strip (herunder en underskrevet jockstrap), blev senere solgt til Robbie's Bid Det Sum auktion for at skaffe penge til hans velgørenhedsorganisation, Give It Sum.
Williams turnerede i England med Kylie Minogue i oktober og november 2000 udsolgt næsten alle steder, Robbie turnerede også rundt i Storbritannien og resten af Europa i sommeren 2001.
Albummet havde tilbragt 91 uger inde i UK Charts, der går på at sælge 2,4 millioner eksemplarer i Storbritannien alene blive certificeret 8x Platin fra BPI. Albummet blev det bedst sælgende album i 2000 i det land og den 51. Populære album i UK Music History. Albummet gik på at sælge mere end 6 millioner behov eksemplarer verden over.
Albummet fik lidt succes i USA, og toppede ved 110 på Billboard 200.

## Modtagelse
Første kritiske reaktion på Sing When You're Winning var positiv. På Metacritic, som tildeler en normaliseret rating ud af 100 til anmeldelser fra mainstream-kritikere, har albummet fået en gennemsnitlig score på 69, er baseret på 11 anmeldelser.